# WWF Wrestlemania: The Arcade Game
WWF WrestleMania (também conhecido nas versões console como WWF WrestleMania: The Arcade Game) é um jogo arcade de wrestling profissional lançado pela Midway Manufacturing Co. (agora Midway Amusement Games, L.L.C.) em 1995. O game é baseado na World Wrestling Federation.